# Diarios de la webcam
Diarios de la Webcam es una serie española nacida en la web donde unos chicos de instituto cuentan mediante este diario abierto al mundo lo que les ocurre día a día en su vida cotidiana. Entre los principales personajes encontramos a Rebe, la típica chica que habita en un polígono industrial; Juan, el chico repetidor de varios cursos que siempre está en todas las clases de los institutos; y por supuesto Diana, una chica vanidosa, que aspira a ser famosa y para lograrlo hará lo que sea necesario, nada se interpondrá entre su objetivo y ella.

## Argumento
La historia nos narra cómo un orientador del instituto pretende que los alumnos de una problemática clase, la de 2º B, lleven más o menos al día un diario personal. Pero esta vez no es el típico diario, sino un diario abierto al mundo grabado desde su propia Webcam y colgado en la red para que todos los usuarios lo puedan ver en directo. Estos alumnos tendrán que hablar regularmente mediante esta Webcam de todos sus problemas de amoríos, sus miedos, sus odios, sus problemas en clase o con la familia, sus relaciones íntimas, etcétera. La premisa principal es que nunca se censurará la opinión del alumno y, por tanto, éste podrá decir siempre lo que le venga a la mente. Entre los diferentes personajes varones que se apuntan a llevar ese diario en internet está Juan, un alumno enamorado de la típica “trepa” que busca llegar a lo más alto cueste lo que cueste llamada Diana; Raúl, uno de los chicos más populares del instituto y el más popular de su clase de 2ºB; y Rodri, el antisistema repetidor al que no le gusta estar en el instituto. Entre las chicas nos encontramos a La Rebe, la típica chica que vive en un polígono industrial; Claudia, obsesionada con perder su virginidad, y que lo planea con todo detalle; y Lluvia una chica inocente, ingenua y no muy inteligente, que carece de todo tipo de personalidad.

## Reparto
- Juan Trueba es Juan.
- Beatriz de la Cruz es Diana.
- Luna McGill es Álex.
- Lara Belenguer es Claudia.
- Irene Escalada es Lluvia.
- Rubén Villoslada es Rodri.
- Beatriz Manríque es La Rebe.
- Ruben Martin es Raúl.
- Héctor Atienza es Martín.